# ستيفاني باول
ستيفاني باول (بالإنجليزية: Stephanie Paul)‏ هي ممثلة نيوزيلندية، ولدت في القرن العشرين في نيوزيلندا.

## أعمال

### أفلام
- (2012) السماء الحديدية[3]
- (2019)  ذا كومنغ رايس[4]

## وصلات خارجية
- ستيفاني باول على موقع IMDb (الإنجليزية)
- ستيفاني باول على موقع ألو سيني (الفرنسية)
- ستيفاني باول على موقع أول موفي (الإنجليزية)
- ستيفاني باول على موقع قاعدة بيانات الأفلام السويدية (السويدية)
- ستيفاني باول على موقع قاعدة بيانات الفيلم (الإنجليزية)
- ستيفاني باول على موقع كينوبويسك (الروسية)